# Петен-Ица
Пете́н-Ица́ (исп. Petén Itzá) — бессточное эвтрофное озеро в северной части Гватемалы на полуострове Юкатан. Находится на высоте 110 м над уровнем моря, в департаменте Эль-Петен. Третье по величине озеро Гватемалы после Исабаль и Атитлана. Площадь — 99 км² или, по другим данным, 105 км². Максимальная глубина — 160 м.
Благодаря памятникам культуры майя около 150000 туристов ежегодно посещает этот регион. Город Флорес, столица Петена, расположен на острове недалеко от южного берега озера. Вокруг Петен-Ица существовало, по крайней мере, 27 поселений майя, также на месте современного Флореса находилась столица майя-ица Тайясаль, которая была завоёвана последней в Месоамерике в 1697 году.
В озере и по его берегам обитают около 100 видов животных, таких, как петения пятнистая, крокодилы (центральноамериканский крокодил и острорылый крокодил), ягуары, пумы, олени (белохвостый олень и большой мазама), попугаи и туканы.